# Шанхайская биеннале
Шанхайская биеннале — крупное культурное событие в области современного искусства в Китае. Посвящено в первую очередь современному концептуальному искусству. Проходит в Шанхае раз в 2 года с 1996 года, в сентябре или октябре месяце. Его основная площадка — Шанхайский художественный музей. Помимо музея, встречи, лекции и инсталляции биеннале проходят по всему городу.

## История
Начавшись в 1996 году, Шанхайская биеннале создала традиции, в частности, присвоение рамочной темы каждой выставке. Тема 1996 года — «Открытое пространство», 1998 года — «Наследие и открытие», 2000 года — «Дух Шанхая», 2002 года — «Городской креатив», 2004 года — «Техника видимого», 2006 года — «Гипердизайн», 2008 года — «Транслокальное движение», 2010 — «Репетиция».
Биеннале 2000 года стало первым в Китае событием такого масштаба, которое включило творчество в new media. Оно также было первым, получившим внимание зарубежной арт-критики за своё новаторство. Международную команду кураторов возглавлял Хоу Ханьжу.
Биеннале 2010 года проходило с октября по январь 2011 года. Из представленных работ только треть принадлежала китайским художникам, тогда как команда кураторов стала исключительно китайской. В связи с темой выставки значительная её часть была посвящена перформансам, задавая атмосферу репетиции.